# Canaan
Canaan (яп. カナン, Канан, Ханаан) — аніме-серіал, заснований на сюжеті візуального роману 428: Fūsasareta Shibuya de компанії Type-Moon для платформи Nintendo Wii.
Прем'єра аніме відбулася 4 липня 2009 року.

## Сюжет
Сюжет аніме розповідає про синдикат «Змії», який веде свою терористичну діяльність в Південно-Східній Азії. Йому протистоїть головна героїня — дівчина на ім'я Ханаан під керівництвом невідомої організації НДО. Своє ім'я на честь Землі Обітованої вона отримала від учителя, який знайшов її у зруйнованому місті. Жителі цього міста одного разу зникли заразившись вірусом УА — така офіційна версія цих подій. У числі цих заражених була і Ханаан, Альфард — голова синдикату «Змії» та Марія Осава — подруга Ханаан, яка однак нічого про це не пам'ятає.